# Стэк, Роберт
Роберт Стэк (англ. Robert Stack; 13 января 1919[…], Лос-Анджелес, Калифорния — 14 мая 2003[…], Беверли-Хиллз, Калифорния) — американский актёр кино, телевидения и озвучивания, телеведущий.

## Биография

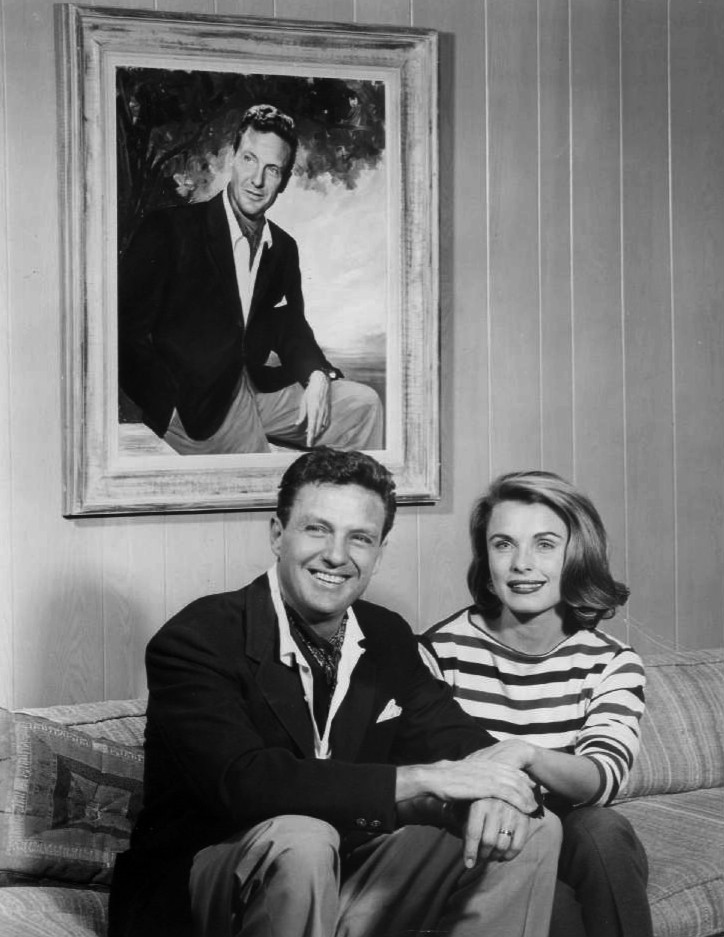
С женой, Розмари Боу (Rosemarie Bowe), 1961 год.

Чарльз Лэнгфорд Модини Стэк родился 13 января 1919 года в Лос-Анджелесе. Вскоре его первое имя, Чарльз, выбранное матерью, было изменено по воле отца на Роберт. Когда мальчику был лишь год, его родители развелись, Стэк остался с матерью, Мэри Элизабет (в девичестве — Вуд). Почти сразу после рождения, в три года, был перевезён в Европу, где в совершенстве выучил французский и итальянский языки, английский стал его лишь третьим языком, Стэк начал его изучать лишь в шесть лет. В 1928 году отец Роберта, Джеймс Лэнгфорд, процветающий владелец рекламного агентства, скончался. Своё первое и третье имя, Чарльз и Модини, актёр получил в честь своего деда по материнской линии, Чарльза Вуда, выступавшего под сценическим псевдонимом Модини. Роберт Стэк увлекался стендовой стрельбой, и достиг в ней значительных успехов.
Высшее образование получил в англ. Bridgewater State University и в Университете Южной Калифорнии.
Впервые на экране Роберт Стэк появился в 1939 году в фильме «Первый бал», где его напарницей стала молодая, но уже известная актриса Дина Дурбин, именно с Робертом эта актриса осуществила свой первый экранный поцелуй. С этого года началась актёрская карьера Роберта, прерванная службой в армии (артиллерист ВМС США) в 1942—1947 годах, и за 62 года он появился в почти сотне фильмов и сериалов.
В начале 1940-х у Стэка был недолгий роман с актрисой Мэри Бет Хьюз. В 1956 году женился на актрисе Розмари Боу (англ. Rosemarie Bowe), с которой прожил до самой своей смерти. От брака с ней у Роберта остались двое детей: сын Чарльз Роберт и дочь Элизабет Вуд.
Осенью 2002 года у Роберта Стэка был диагностирован рак простаты, было назначено лечение, но 14 мая 2003 года актёр скончался от инфаркта миокарда. Похоронен на Вествудском кладбище.

## Награды и номинации
- 1957 — «Оскар» в категории «Лучший актёр второго плана» за фильм «Слова, написанные на ветру» — номинация.
- 1959 — Звезда на Голливудской «Аллея славы» (7005, Голливудский бульвар)
- 1960 — Звезда на Голливудской «Аллея славы» (7001, Голливудский бульвар)
- 1960 — «Лорел» в категории «Лучшая игра» за фильм «Последнее путешествие» — второе место.
- 1960 — Прайм-тайм премия «Эмми» в категории «Лучшая роль в сериале» за сериал «Неприкасаемые» — победа
- 1961 — Прайм-тайм премия «Эмми» в категории «Лучшая роль в сериале» за сериал «Неприкасаемые» — номинация.
- 1995 — Прайм-тайм премия «Эмми» в категории «Лучший информационный сериал» за телепрограмму «Неразгаданные загадки» — номинация.
- 1996 — «Золотая пальмовая звезда» на «Аллее славы» Палм-Спрингс в Палм-Спрингс[9].
- 2000 — «Золотой ботинок» — победа.
- 2001 — Международный кинофестиваль в Темикула-Волли — пожизненная награда за достижения

## Избранная фильмография

### Кино
- 1939 — Первый бал / First Love — Тед Дрейк
- 1940 — Смертельный шторм / англ. The Mortal Storm — Отто фон Рон
- 1942 — Быть или не быть / To Be or Not to Be — лейтенант Станислав Собинский
- 1948 — Эскадрилья истребителей / англ. Fighter Squadron — капитан Стюарт Гамильтон
- 1951 — Тореадор и дама / англ. The Bullfighter and the Lady — Джонни Риган
- 1951 — Мой незаконнорожденный брат / англ. My Outlaw Brother — Патрик О’Мур
- 1952 — / англ. Bwana Devil[10] — Боб Хэйвард
- 1954 — Великий и могучий / The High and the Mighty — Джон Салливан
- 1955 — Дом из бамбука / англ. House of Bamboo — Эдди «Испанец» Кеннер
- 1955 — Доброе утро, мисс Дав / англ. Good Morning, Miss Dove — доктор Томас Бейкер
- 1956 — Слова, написанные на ветру / Written on the Wind — Кайл Хэдли
- 1958 — Запятнанные ангелы / The Tarnished Angels — Роджер Шуманн
- 1959 — Джон Пол Джонс / John Paul Jones — адмирал Джон Пол Джонс
- 1960 — Последнее путешествие / англ. The Last Voyage — Клифф Хендерсон
- 1963 — Сторож / The Caretakers — доктор Донован Маклеод
- 1966 — Горит ли Париж? / Is Paris Burning? — генерал Эдвин Сиберт
- 1979 — Тысяча девятьсот сорок первый / 1941 — генерал Джозеф Стилвелл
- 1980 — Аэроплан! / Airplane! — капитан Рекс Крамер
- 1983 — Редкая отвага / Uncommon Valor — Макгрегор
- 1986 — Большой переполох / Big Trouble — Уинслоу
- 1988 — В штатском / Plain Clothes — мистер Гарднер
- 1988 — Гольф-клуб 2 / Caddyshack II — Чандлер Янг
- 1990 — Джо против вулкана / Joe Versus the Volcano — доктор Эллисон
- 1999 — Доктор Мамфорд / Mumford — камео

### Телевидение
- 1959—1963 — Неприкасаемые / The Untouchables — специальный агент Элиот Несс (в ста девятнадцати эпизодах)
- 1968—1971 — Название игры / The Name of the Game — Дэн Фаррелл (в двадцати шести эпизодах)
- 1976—1977 — Самый разыскиваемый / Most Wanted — капитан Линкольн Эверс (в двадцати одном эпизоде)
- 1981—1982 — Ударная группа / Strike Force — капитан Фрэнк Мёрфи (в двадцати эпизодах)
- 1985 — Голливудские жёны / Hollywood Wives — Джордж Ланкастер
- 1986 — Она написала убийство / Murder, She Wrote — Честер Гаррисон (в одном эпизоде)
- 1987—2002 — Неразгаданные загадки / англ. Unsolved Mysteries — ведущий (в двухстах восьмидесяти трёх выпусках)
- 1987 — Фэлкон Крест / Falcon Crest — Роланд Саундерс (в пяти эпизодах)

### Озвучивание мультфильмов
- 1986 — Трансформеры / The Transformers: The Movie — Ультра Магнус
- 1996 — Бивис и Баттхед уделывают Америку / Beavis and Butt-head Do America — агент Флемминг
- 1999 — Геркулес: Как стать героем / Hercules: Zero to Hero — рассказчик за кадром
- 2001 — Каникулы: Прочь из школы / англ. Recess: School's Out — суперинтендант
- 2001 — Царь горы / King of the Hill — Рейнольдс Пенланд (в одном эпизоде)
- 2001—2002 — Злобные марсиане / англ. Butt-Ugly Martians — Горностай Малдун (в двадцати шести эпизодах)